# Ivanuša
Ivanuša je priimek v Sloveniji, ki ga je po podatkih Statističnega urada Republike Slovenije na dan 1. januarja 2010 uporabljalo 465 oseb.

## Pomembni nosilci priimka
- Andrej Ivanuša (*1958), kulturnik (pisatelj, založnik, esejist, urednik, novinar, spletni oblikovalec, filatelist)
- Bogomir Ivanuša (*1954), šahist
- Drago Ivanuša (*1969), glasbenik, skladatelj, harmonikar in pianist
- Lara Ivanuša (*1997), nogometašica
- Marcel Ivanuša (*1985), nogometaš
- Marijan Ivanuša (*1966), zdravnik in pisatelj
- Martin (Tinček) Ivanuša (*1941), filmski snemalec (narodnih običajev na Ptujskem)
- Milena Ivanuša (1915--?), novinarka
- Mirjana Ivanuša Bezjak, ekonomistka, pisateljica, esejistka, predavateljica
- Teodora Ivanuša (*1966), veterinarka, prof. (varnostne vede) (ddr.)
- Valentina Ivanuša, manekenka